# Matthias Koch (Fußballspieler, 1988)
Matthias Koch (* 1. April 1988 in Feldkirch) ist ein österreichischer Fußballspieler auf der Position eines Mittelfeldspielers. Seit 2016 steht er beim FC Hard unter Vertrag.

## Karriere
Koch begann seine Karriere beim SC Tisis in Vorarlberg. Nachdem er gute Leistungen in derer Jugendmannschaft absolviert hatte, kam er zum FC Rot-Weiß Rankweil und später ins Bundesnachwuchszentrum Vorarlberg. 2007 kam er in die erste Mannschaft des SCR Altach. Sein Debüt in der Bundesliga gab Koch am 29. Juli 2008 gegen Sturm Graz, das Spiel endete 1:0 und Koch wurde in der 64. Minute für Zé Elias eingewechselt. Sein erstes Bundesligator erzielte er im Oktober 2008 beim 3:1-Auswärtssieg gegen den LASK, wo er das Tor zum 2:1 für Altach schoss. Im Juni 2011 wechselte der gebürtige Vorarlberger, dessen bevorzugte Position das offensive Mittelfeld ist, zum amtierenden österreichischen Meister SK Sturm Graz, bei dem er einen Zweijahresvertrag bis zum Sommer 2013 unterschrieb.
Nach Auslaufen des Vertrages wechselte Koch im Sommer 2013 zum Ligakonkurrenten SC Wiener Neustadt.
Zur Saison 2015/16 wurde er vom SK Austria Klagenfurt, dem Aufsteiger in die Erste Liga, verpflichtet.
Zur Saison 2016/17 wechselte er zum Regionalligisten FC Hard.